# Rakotinci
Rakotinci är en ort i Nordmakedonien. Den ligger i den centrala delen av landet, 6 kilometer söder om huvudstaden Skopje. Rakotinci ligger 513 meter över havet och antalet invånare är 580.